# Stephanus Olai Bellinus
Stephanus Olai Bellinus, född cirka 1570 i Gävle, Gästrikland, död 1629 i Husby socken, Dalarna, var en svensk kyrkoherde.

## Biografi
Stephanus Olai Bellinus föddes cirka 1570 som son till Olaus Stephani Bellinus, varigenom han var brorson till Christopherus Stephani Bellinus och Johannes Stephani Bellinus. Som uppväxt när fadern var verksam som pastor i Gefle församling, kallades Stephanus Olai också Gaulander - under vars namn han förde en okänd vapensköld - och även Suecus i utlandet. Han studerade vid Universitetet i Wittenberg, där han lär ha blivit filosofie magister omkring 1587, samt vid de:Stadtgymnasium Dortmund under vars tid han lär ha doktorerat med verket Artium principiis ortu et legibus (1593). Bellinus figurerar även i Johan Jöransson (Rosenhane) anteckningar från Köln 1594, i samband med ett citat från Ovidius De arte amandi.
Väl tillbaka i Sverige ska Stephanus Olai ha varit verksam som rektor i Arboga och medlem i domkapitlet. Han lär ha varit Västerås siste dekan.
Stephanus Olai Bellinus gifte sig 1599 med Margareta, dotter till Olaus Canuti Helsingius och Magdalena Haraldsdotter. Bröllopet var ämnat att hållas året innan men hindrades av "[d]alkarlarnes upproriska rörelser" som under näftåget 1598 skövlade präst- och herrgårdar "ock uppdrucko det tillagade ölet".
Dottern Juliana var gift med Olaus Andreæ Dalekarlus, dottern Margareta först med Jacob Paris varefter Andreas Nicolai Schedvimontanus, dottern Catharina med Petrus Torpensis och dottern Brita med Johan Olsson, lagläsare i Finland.
Stephanus Olai Bellinus ska ha förrättat Gudstjänsten vid riksdagen 1604 och predikade vid synoden 1620. Han ingick i det av biskop Johannes Rudbeckius upprättade consistorium majus. Vid denna tid hade Rudbeckius anlagt det enligt uppgift första stiftstryckeriet i landet och var "om Consistorii handlingars sammansökande och noga förvarande... högst angelägen". Noga undersökning skedde också varmed Stephanus Olai Bellinus, nu angiven som pastor i Husby, var behjälplig, "hvarigenom månge gamle documenter kommo till rätto."
Omkring 1620 köpte Bellinus "Torkelshol" (hol=höjd) med ägor nära Näs kungsgård och in i Husby socken, Dalarna. Han dog 1629, då angiven som i egenskap av kyrkoherde i Husby.
Bland Stephanus Olai Bellinus efterlämningar nämns vad som skulle kunna uttydas som en "begravningssång"; "ett carmen funebre som wisar att han icke war oäfwen i latinska poesien." Torkelshol övergick i svärsonen Andreas Nicolai Schedvimontanus ägo. Gården namnändrades så småningom till Ekevallen, varför en nästföljande generation där kom att kalla sig Ekman.
Trots yrkanden av drottning Kristina att låta svärsonen Andreas Nicolai Schedvimontanus efterträda Bellinus som kyrkoherde, insatte biskop Johannes Rudbeckius i stället Jonas Columbus. Denne tycks även ha försökt lägga beslag på företrädarens ägor - änkan Bellina skulle avflytta 1631 men "satt qwar på sommaren då Prosten i Hedemora måste hit, att förlika henne med Mäster Jon, som råkat i hennes owänskap." Under riksdagen 1633 fick änkan frihet på sitt hemman Liesta.